# Služba Božja (časopis)
Služba Božja hrvatski je liturgijsko-pastoralni časopis. Izlazio u Makarskoj a danas u Splitu, dvomjesečno do 1973. te otad tromjesečno. Sažetci članaka su na više jezika.

## Povijest
Pokrenut je 1960. godine, u ozračju otvaranja Crkve svijetu, koje je započeo papa Ivan XXIII., i saborske obnove Drugoga vatikanskog sabora. Osnovala ga je splitska Franjevačka provincija Presvetoga Otkupitelja. Prvi je broj izašao početkom Došašća. Namjera uredništva i osnivača bila je da časopis pridonese liturgijskom odgoju svećenika i vjernika. Nekoliko je subjekata izdavalo časopis. Od 1960. godine bio je to Interdijecezanski liturgijski odbor do 1970. godine. Unutar toga je o 1962. do 1964. izlazio liturgijski list za vjernike: Molite braćo s prilogom Sveta misa. Od 1970. godine ga je izdavala Franjevačka visoka bogoslovija u Makarskoj do 1999. (do 1995. je Bogoslovija, od 1995. Teologija), nakon čega je izdavač Katolički bogoslovni fakultet u Splitu.

## Sadržaj
Sadržaj časopisa su područje praktične teologije, čija razmišljanja o društvenoj stvarnosti žele pomoći u oblikovanju crkvenoga pastoralnog života u suvremenomu svijetu: liturgija, homiletika, crkveno pravo, religiozna pedagogija, katehetika, moralna teologija, pastoralna teologija. Uz časopis su izašla i popratna izdanja-nizovi: Bogoslovna biblioteka (sv. 1-23), Biblioteka Službe Božje (sv. 1-55) te Spomenspisi (sv. 1-7).
Recenzenti su vanjski, recenzija je dvostruko slijepa, pretežito tuzemna, dvostruka i samo znanstveni i stručni radovi.
Referiran je u znanstvenoj bazi DOAJ, Religious & Theological Abstracts (Myerstown, SAD), European Reference Index for the Humanities and the Social Sciences (ERIH PLUS), ATLA Religion Database; RILM Abstracts of Music Literature te na portalu Hrčak. Časopis je u otvorenom pristupu i sadržaj je dostupan sukladno CC BY licenciji.

## Urednici
Glavni urednici do danas su bili:
- fra Jure Radić (1960. – 1973.),
- fra Šimun Šipić (1973. – 1982.);
- fra Marko Babić (1982. – 1983.),
- fra Vicko Kapitanović (1983. – 1986.),
- fra Marko Babić (1986. – 2002.)
- fra Ante Čovo (2003.)
- fra Anđelko Domazet (2003. – 2016.)
- fra Ivan Macut (2016. - )

## Vanjske poveznice
- Hrčak
- KBF Split  Arhivirana inačica izvorne stranice od 20. siječnja 2022. (Wayback Machine)
- DOI